# Schillereck (Tharandt)

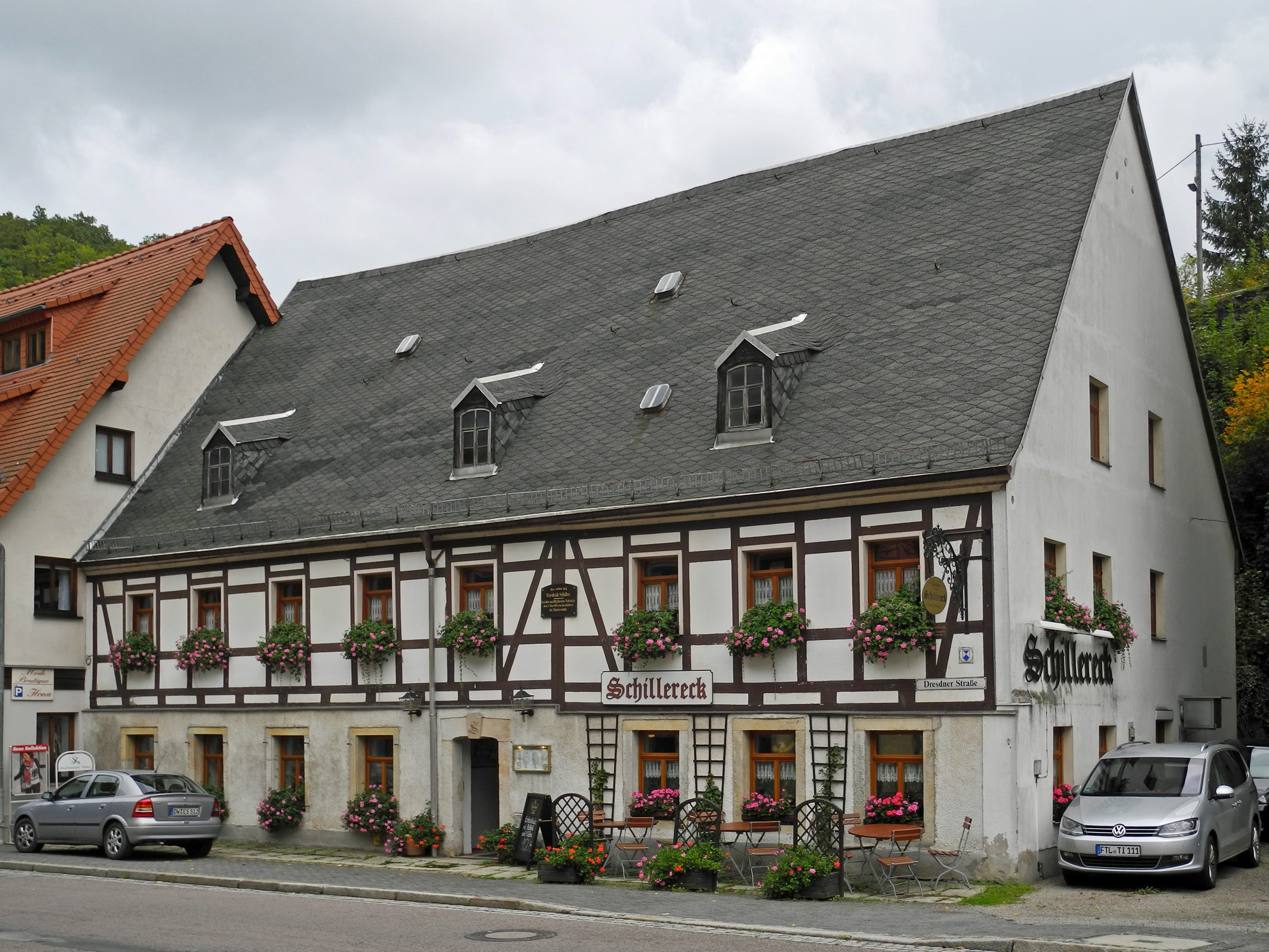
Ansicht mit Fassade zur Straße und Giebel

Das Schillereck ist ein denkmalgeschütztes Gebäude von 1785 in Tharandt, Dresdner Straße 4. Es beherbergt die Gaststätte Schillereck (alter Name Gasthof zum Hirsch). Das zweigeschossige Haus mit steilem Satteldach und Dachgauben steht traufständig zur Dresdner Straße.

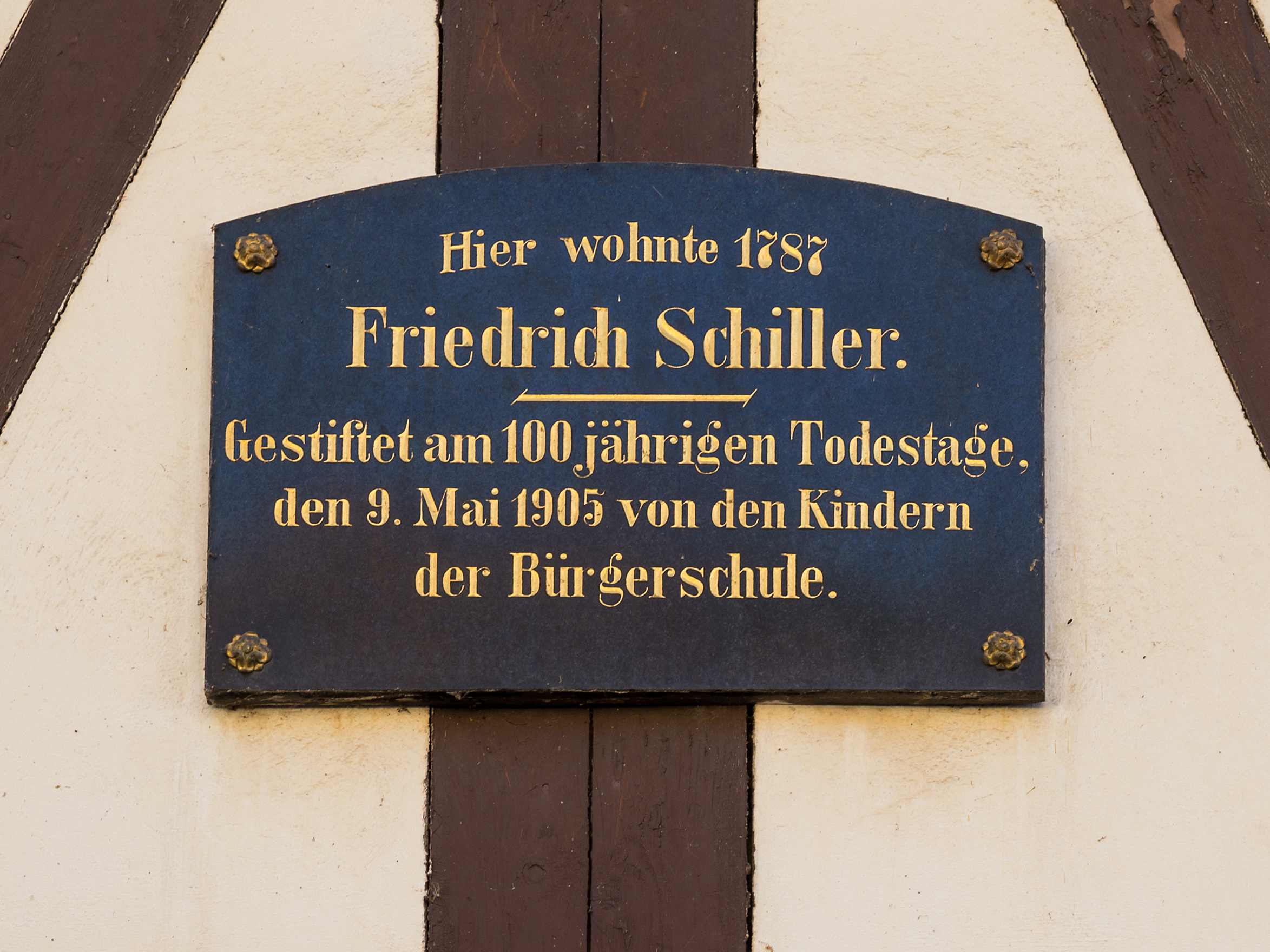
Die Gedenktafel

Friedrich Schiller stellte hier 1787 das Drama Don Karlos fertig. An Schillers Aufenthalt erinnert eine 1905 angebrachte Gedenktafel am Obergeschoss zur Straße hin.